# Операционная система
Операцио́нная систе́ма, сокр. ОС (англ. operating system, OS) — программное обеспечение, управляющее компьютерами (включая микроконтроллеры) и позволяющее запускать на них прикладные программы. Предоставляет программный интерфейс для взаимодействия с компьютером, управляет прикладными программами и занимается распределением предоставляемых ресурсов, в том числе между прикладными программами. Некоторые операционные системы позволяют прикладным программам работать с аппаратным обеспечением напрямую. В широком смысле под операционной системой понимается совокупность ядра операционной системы и работающих поверх него программ и утилит, предоставляющих интерфейс для взаимодействия пользователя с компьютером.
В логической структуре типичной вычислительной системы операционная система занимает положение между устройствами с их микроархитектурой, машинным языком и, возможно, собственными (встроенными) микропрограммами (драйверами) — с одной стороны — и прикладными программами с другой.
Разработчикам программного обеспечения операционная система позволяет абстрагироваться от деталей реализации и функционирования устройств, предоставляя минимально необходимый набор функций (см. интерфейс программирования приложений).
В большинстве вычислительных систем операционная система является основной, наиболее важной (а иногда и единственной) частью системного программного обеспечения. С 1990-х годов наиболее распространёнными операционными системами являются системы семейства Windows, Unix и UNIX-подобные системы.

## История
Предшественником операционных систем следует считать служебные программы (загрузчики и мониторы), а также библиотеки часто используемых подпрограмм, начавшие разрабатываться с появлением универсальных компьютеров 1-го поколения (конец 1940-х годов). Служебные программы минимизировали физические манипуляции оператора с оборудованием, а библиотеки позволяли избежать многократного программирования одних и тех же действий (осуществления операций ввода-вывода, вычисления математических функций и т. п.).
В 1950—1960-х годах сформировались и были реализованы основные идеи, определяющие функциональность ОС: пакетный режим, разделение времени и многозадачность, разделение полномочий, реальный масштаб времени, файловые структуры и файловые системы. Одной из самых первых операционных систем была GM-NAA I/O, разработанная в 1955 году для компьютера IBM 704.

### Пакетный режим
Необходимость оптимального использования дорогостоящих вычислительных ресурсов привела к появлению концепции «пакетного режима» исполнения программ. Пакетный режим предполагает наличие очереди программ на исполнение, причём система может обеспечивать загрузку программы с внешних носителей данных в оперативную память, не дожидаясь завершения исполнения предыдущей программы, что позволяет избежать простоя процессора.

### Разделение времени и многозадачность
Уже пакетный режим в своём развитом варианте требует разделения процессорного времени между выполнением нескольких программ.
Необходимость в разделении времени (многозадачности, мультипрограммировании) проявилась ещё сильнее при распространении в качестве устройств ввода-вывода телетайпов (а позднее, терминалов с электронно-лучевыми дисплеями) (1960-е годы). Поскольку скорость клавиатурного ввода (и даже чтения с экрана) данных оператором намного ниже, чем скорость обработки этих данных компьютером, использование компьютера в «монопольном» режиме (с одним оператором) могло привести к простою дорогостоящих вычислительных ресурсов.
Разделение времени позволило создать «многопользовательские» системы, в которых один (как правило) центральный процессор и блок оперативной памяти соединялся с многочисленными терминалами. При этом часть задач (таких как ввод или редактирование данных оператором) могла исполняться в режиме диалога, а другие задачи (такие как массивные вычисления) — в пакетном режиме.

### Разделение полномочий
Распространение многопользовательских систем потребовало решения задачи разделения полномочий, позволяющей избежать возможности изменения исполняемой программы или данных одной программы в памяти компьютера другой программой (намеренно или по ошибке), а также изменения самой системы прикладной программой.
Реализация разделения полномочий в операционных системах была поддержана разработчиками процессоров, предложивших архитектуры с двумя режимами работы процессора — «реальным» (в котором исполняемой программе доступно всё адресное пространство компьютера) и «защищённым» (в котором доступность адресного пространства ограничена диапазоном, выделенным при запуске программы на исполнение).

### Масштаб реального времени
Применение универсальных компьютеров для управления производственными процессами потребовало реализации «масштаба реального времени» («реального времени») — синхронизации исполнения программ с внешними физическими процессами.
Включение функции масштаба реального времени позволило создавать решения, одновременно обслуживающие производственные процессы и решающие другие задачи (в пакетном режиме и/или в режиме разделения времени).

### Файловые системы и структуры
Постепенная замена носителей с последовательным доступом (перфолент, перфокарт и магнитных лент) накопителями произвольного доступа (на магнитных дисках).
Файловая система — способ хранения данных на внешних запоминающих устройствах.

## Функции
Основные функции:
- Исполнение запросов программ (ввод и вывод данных, запуск и остановка других программ, выделение и освобождение дополнительной памяти и др.).
- Загрузка программ в оперативную память и их выполнение.
- Стандартизованный доступ к периферийным устройствам (устройства ввода-вывода).
- Управление оперативной памятью (распределение между процессами, организация виртуальной памяти).
- Управление доступом к данным на энергонезависимых носителях (таких как жёсткий диск, оптические диски и др.), организованным в той или иной файловой системе.
- Обеспечение пользовательского интерфейса.
- Сохранение информации об ошибках системы.

Дополнительные функции:

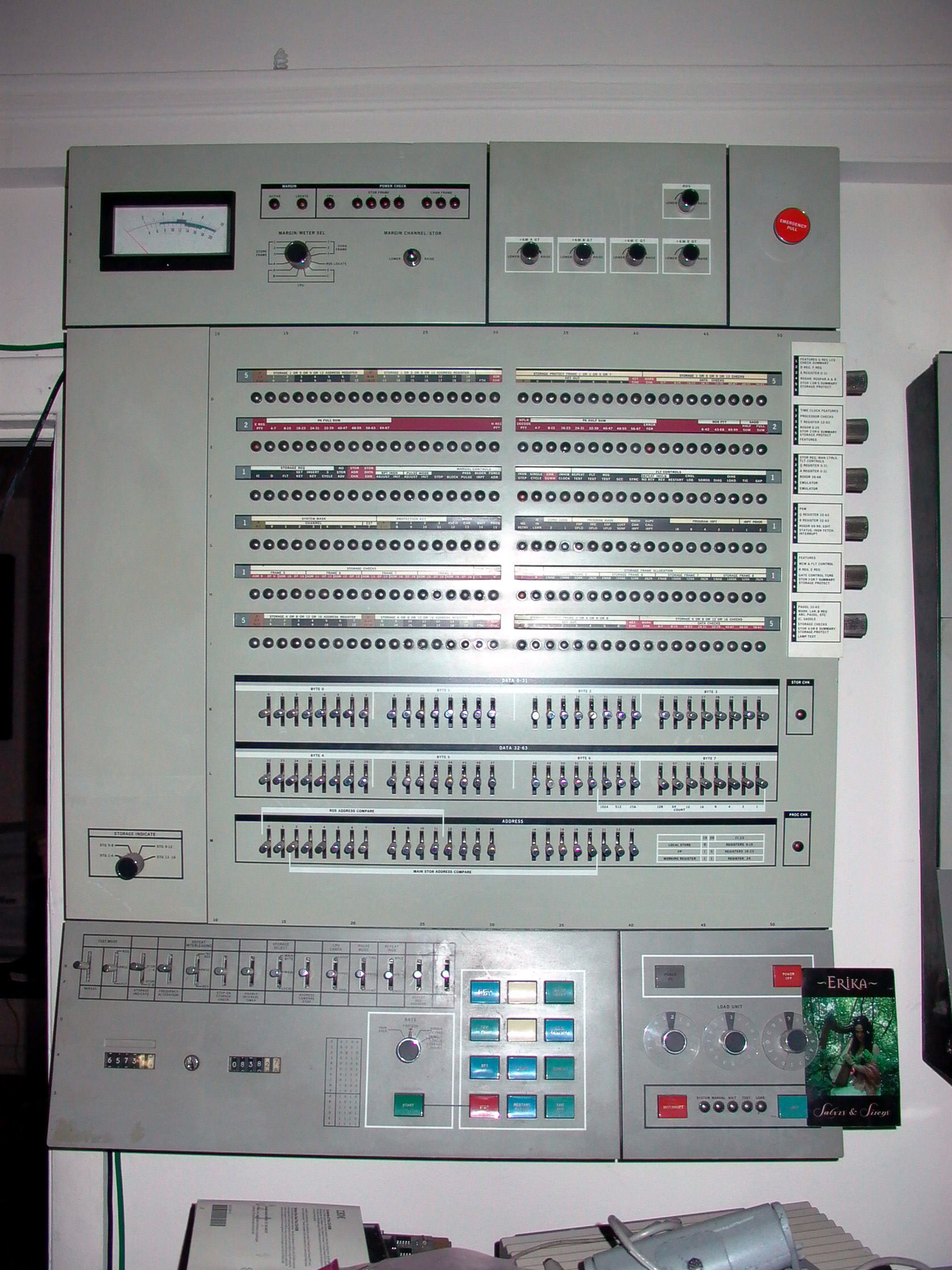
OS/360 использовалась на большинстве компьютеров IBM начиная с 1966, включая те компьютеры, которые помогали NASA отправить человека на Луну

- Параллельное или псевдопараллельное выполнение задач (многозадачность).
- Эффективное распределение ресурсов вычислительной системы между процессами.
- Разграничение доступа различных процессов к ресурсам.
- Организация надёжных вычислений (невозможности одного вычислительного процесса намеренно или по ошибке повлиять на вычисления в другом процессе), основана на разграничении доступа к ресурсам.
- Взаимодействие между процессами: обмен данными, взаимная синхронизация.
- Защита самой системы, а также пользовательских данных и программ от действий пользователей (злонамеренных или по незнанию) или приложений.
- Многопользовательский режим работы и разграничение прав доступа (см.: аутентификация, авторизация).

## Понятие
Существуют две группы определений операционной системы: «набор программ, управляющих оборудованием» и «набор программ, управляющих другими программами». Обе они имеют свой точный технический смысл, который связан с вопросом, в каких случаях требуется операционная система.
Есть приложения вычислительной техники, для которых операционные системы излишни. Например, встроенные микрокомпьютеры, содержащиеся во многих бытовых приборах, автомобилях (иногда по десятку в каждом), простейших сотовых телефонах, постоянно исполняют лишь одну программу, запускающуюся по включении. Многие простые игровые приставки — также представляющие собой специализированные микрокомпьютеры — могут обходиться без операционной системы, запуская при включении программу, записанную на вставленном в устройство «картридже» или компакт-диске.
Операционные системы нужны:
- если нужен универсальный механизм сохранения данных;
- для предоставления программам системных библиотек с часто используемыми подпрограммами;
- для распределения полномочий;
- необходима возможность имитации «одновременного» исполнения нескольких программ на одном компьютере;
- для управления процессами выполнения отдельных программ.

Таким образом, современные универсальные операционные системы можно охарактеризовать, прежде всего, как:
- использующие файловые системы (с универсальным механизмом доступа к данным),
- многопользовательские (с разделением полномочий),
- многозадачные (с разделением времени).

Многозадачность и распределение полномочий требуют определённой иерархии привилегий компонентов в самой операционной системе. В составе операционной системы различают три группы компонентов:
- ядро, содержащее планировщик; драйверы устройств, непосредственно управляющие оборудованием; сетевая подсистема, файловая система;
- системные библиотеки;
- оболочка с утилитами.

Большинство программ, как системных (входящих в операционную систему), так и прикладных, исполняются в непривилегированном («пользовательском») режиме работы процессора и получают доступ к оборудованию (и, при необходимости, к другим ресурсам ядра, а также ресурсам иных программ) только посредством системных вызовов. Ядро исполняется в привилегированном режиме: именно в этом смысле говорят, что система (точнее, её ядро) управляет оборудованием.
В определении состава операционной системы значение имеет критерий операциональной целостности (замкнутости): система должна позволять полноценно использовать (включая модификацию) свои компоненты. Поэтому в полный состав операционной системы включают и набор инструментальных средств (от текстовых редакторов до компиляторов, отладчиков и компоновщиков).

## Ядро
Ядро — центральная часть операционной системы, управляющая выполнением процессов, ресурсами вычислительной системы и предоставляющая процессам координированный доступ к этим ресурсам. Основными ресурсами являются процессорное время, память и устройства ввода-вывода. Доступ к файловой системе и сетевое взаимодействие также могут быть реализованы на уровне ядра.
Как основополагающий элемент операционной системы, ядро представляет собой наиболее низкий уровень абстракции для доступа приложений к ресурсам вычислительной системы, необходимым для их работы. Как правило, ядро предоставляет такой доступ исполняемым процессам соответствующих приложений за счёт использования механизмов межпроцессного взаимодействия и обращения приложений к системным вызовам ОС.
Описанная задача может различаться в зависимости от типа архитектуры ядра и способа её реализации.
Объекты ядра ОС:
- процессы,
- файлы,
- события,
- потоки,
- семафоры,
- мьютексы,
- каналы,
- файлы, проецируемые в память.

## Основные семейства
Семейство Windows
Семейство UNIX

## UNIX, стандартизация операционных систем и POSIX
К концу 1960-х годов отраслью и научно-образовательным сообществом был создан целый ряд операционных систем, реализующих все или часть очерченных выше функций. К ним относятся Atlas (Манчестерский университет), CTSS и ITS (Массачусетский технологический институт, MIT), THE (Эйндховенский технологический университет), RS4000 (Университет Орхуса) и др. (всего эксплуатировалось более сотни различных ОС).
Наиболее развитые операционные системы, такие как OS/360 (IBM), SCOPE (CDC) и завершённый уже в 1970-х годах Multics (MIT и Bell Labs), предусматривали возможность исполнения на многопроцессорных компьютерах.
Эклектичный характер разработки операционных систем привёл к нарастанию кризисных явлений, прежде всего, связанных с чрезмерными сложностью и размерами создаваемых систем. Системы были плохо масштабируемыми (более простые не могли использовать все возможности крупных вычислительных систем; более развитые неоптимально исполнялись на малых или не могли исполняться на них вовсе) и полностью несовместимыми между собой, их разработка и совершенствование затягивались.
Задуманная и реализованная в 1969 году Кеном Томпсоном при участии нескольких коллег (включая Денниса Ритчи и Брайана Кернигана), операционная система UNIX (первоначально UNICS, что обыгрывало название Multics) собрала в себя многие черты более ранних систем, но обладала целым рядом свойств, отличающих её от большинства предшественниц:
- простая метафорика (два ключевых понятия: вычислительный процесс и файл);
- компонентная архитектура: принцип «одна программа — одна функция» плюс мощные средства связывания различных программ для решения возникающих задач («оболочка»);
- минимизация ядра (кода, выполняющегося в «реальном» (привилегированном) режиме процессора) и количества системных вызовов;
- независимость от аппаратной архитектуры и реализация на машиннонезависимом языке программирования (язык программирования Си стал побочным продуктом разработки UNIX);
- унификация файлов.

UNIX, благодаря своему удобству прежде всего в качестве инструментальной среды (среды разработки), обрела популярность сначала в университетах, а затем и в отрасли, получившей прототип единой операционной системы, которая могла использоваться на самых разных вычислительных системах и, более того, могла быть быстро и с минимальными усилиями перенесена на любую вновь разработанную аппаратную архитектуру.
В конце 1970-х годов сотрудники Калифорнийского университета в Беркли внесли ряд усовершенствований в исходные коды UNIX, включая работу с протоколами TCP/IP. Их разработка стала известна под именем BSD (Berkeley Software Distribution).
Задачу разработать независимую (от авторских прав Bell Labs) реализацию той же архитектуры поставил и Ричард Столлман, основатель проекта GNU.
Благодаря конкурентности реализаций архитектура UNIX стала вначале фактическим отраслевым стандартом, а затем обрела статус и стандарта юридического — ISO/IEC 9945 (POSIX).
Только системы, отвечающие спецификации Single UNIX Specification, имеют право носить имя UNIX. К таким системам относятся AIX, HP-UX, IRIX, Mac OS X, SCO OpenServer, Solaris, Tru64 и z/OS.
Операционные системы, следующие стандарту POSIX или опирающиеся на него, называют «POSIX-совместимыми» (чаще встречается словоупотребление «UNIX-подобные» или «семейство UNIX», но оно противоречит статусу торгового знака «UNIX», принадлежащего консорциуму The Open Group и зарезервированному для обозначения только операционных систем, строго следующих стандарту). Сертификация на совместимость со стандартом платная, из-за чего некоторые системы не проходили этот процесс, однако считаются POSIX-совместимыми по существу.
К UNIX-подобным относятся операционные системы, основанные на последней версии UNIX, выпущенной Bell Labs (System V), на разработках университета Беркли (FreeBSD, OpenBSD, NetBSD), на основе Solaris (OpenSolaris, BeleniX, Nexenta OS), а также Linux, разработанная в части утилит и библиотек проектом GNU и в части ядра — сообществом, возглавляемым Линусом Торвальдсом.
Стандартизация операционных систем преследует цель упрощения замены самой системы или оборудования при развитии вычислительной системы или сети и упрощении переноса прикладного программного обеспечения (строгое следование стандарту предполагает полную совместимость программ на уровне исходного текста; из-за профилирования стандарта и его развития некоторые изменения бывают всё же необходимы, но перенос программы между POSIX-совместимыми системами обходится на порядки дешевле, чем между альтернативными), а также преемственность опыта пользователей.
Самым заметным эффектом существования этого стандарта стало эффективное разворачивание Интернета в 1990-х годах.